# Saho (Sprache)
Saho (auch Sao, Shaho, Shoho oder Shiho) ist eine Sprache, die im südlichen Eritrea und im äthiopisch-eritreischen Grenzgebiet von den Saho gesprochen wird. Sie bildet zusammen mit dem nahe verwandten Afar den Saho-Afar-Zweig der ostkuschitischen Sprachen, die ihrerseits Teil der afroasiatischen Sprachfamilie sind.

## Sprachsituation
Saho wird von etwa 205.000 Menschen als Muttersprache gesprochen, davon leben ca. 180.000 in Eritrea und ca. 23.000 in Äthiopien. Der Dialekt Irob wird ausschließlich in Äthiopien gesprochen. Die meisten Sprecher gehören zur gleichnamigen Ethnie der Saho, manche Saho sprechende Stämme werden aber von einigen Ethnologen als assimilierte Angehörige anderer Ethnien angesehen, obwohl sie sich selbst als Saho bezeichnen.
Das Saho steht in den jeweiligen Grenzgebieten im Kontakt mit dem eng verwandten Afar, mit Tigrinya und Tigre. Saho-Sprecher verwenden Arabisch als Verkehrssprache.
In Eritrea ist Saho als eine von neun „Nationalsprachen“ anerkannt, die formell als gleichberechtigt gelten (faktisch haben Tigrinya und Arabisch die größte Bedeutung als Amtssprachen). Die eritreische Verfassung wurde auf Saho übersetzt, und es gibt wöchentliche Sendungen des nationalen Radiosenders in dieser Sprache.

## Forschungsgeschichte
Im 19. Jahrhundert wurden Saho und andere kuschitische Sprachen in der Sprachwissenschaft zunächst mit den semitischen Sprachen Äthiopiens in Verbindung gebracht, so bezeichnete Heinrich Georg August Ewald Saho als eine „wurzelhaft semitische Sprache“. Leo Reinisch befasste sich unter anderem mit dem Saho.